# Nowe Proboszczewice
Nowe Proboszczewice (prononciation : [ˈnɔvɛ prɔbɔʂt͡ʂɛˈvit͡sɛ]) est un village polonais de la gmina de Stara Biała dans le powiat de Płock de la voïvodie de Mazovie dans le centre-est de la Pologne.
Il se situe à environ 12 kilomètres au nord de Płock (siège du powiat) et à 102 kilomètres au nord-ouest de Varsovie (capitale de la Pologne).
Le village compte approximativement une population de 920 habitants en 2006.

## Histoire
De 1975 à 1998, le village appartenait administrativement à la voïvodie de Płock.